# Cathedral Mountain

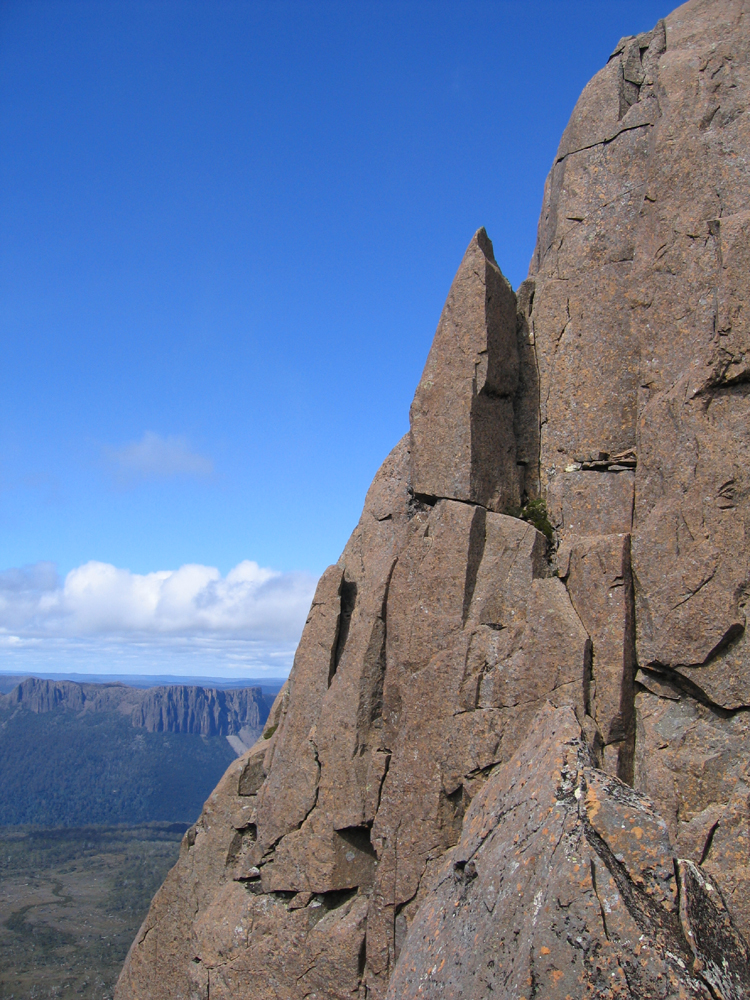
Cathedral Mountain vom Mount Ossa aus

Der Cathedral Mountain ist ein Berg im Zentrum des australischen Bundesstaates Tasmanien. Er liegt am Ostrand des Cradle-Mountain-Lake-St.-Clair-Nationalparks.

## Details
Der Cathedral Mountain ist 1.387 Meter hoch. Seine Westflanke ist eine spektakuläre Felswand, die rund 700 Meter in das Tal des Mersey River abstürzt.
Westlich anschließend liegt der Mount Ossa, Tasmaniens höchster Berg, im Norden der Mount Pillinger, im Osten der Mount Ragoona und im Süden der Castle Crag in der Du Cane Range. Am Fuß der Westabstürze befindet sich der Oberlauf des Mersey River. Der Overland Track führt zwei Kilometer entfernt von der Südflanke vorbei.
Die meisten Landmarken in der Nähe des Cathedral Mountain besitzen Namen, die an die Kirche erinnern, zum Beispiel Chalice Lake, Chapter Lake, Cloister Lagoon, Convent Hill, Bishop Peak, Curate Bluff, Vicar Bluff und Dean Bluff.
In den letzten 30 Jahren ist ein großer Teil des Gipfelaufbaus abgebrochen und in den Regenwald viele Hundert Meter tiefer gestürzt. Dadurch wurde der Regenwald ausgelöscht und stattdessen findet man eine riesige Schutthalde, die fast bis zum Ufer des Mersey River reicht. Die dadurch entstandene Abbruchstelle ist aus vielen Kilometern Entfernung noch sichtbar.

## Zugang
Die Westabbrüche sind in der Wandersaison von November bis April hauptsächlich über den Overland Track vom Cradle Mountain aus erreichbar. In dieser Zeit gibt es Buchungsgebühren, die Zahl der Wanderer auf dem Overland Track ist begrenzt und er darf nur von Norden nach Süden begangen werden. Außerhalb der Saison darf der Weg auch von Süden nach Norden begangen werden. Weiterhin führen eine Kombination des Arm River Track und des Innes Track zum Berg, ebenso wie der Lees Paddocks Track. Auch gibt es eine Verbindung vom benachbarten Vicar Bluff nach Kia Ora. Diese Alternativrouten schaffen Verbindungen zum Overland Track.
Der einfachste Aufstieg führt vom Südende der Mersey Forrest Road am Ostufer des Lake Rowallan über den Moses Creek Track. Dann geht es weiter zum Chapter Lake, den Grail Falls, dem Chalice Lake und dem Tent Tarn. Von dort ist es noch zwei Kilometer bis zum Gipfel durch wegloses Gelände. Manchmal sieht man einige Steinmänner.